# Linderniaceae
- Lindernia
- Torenia[1]